# Galo capão

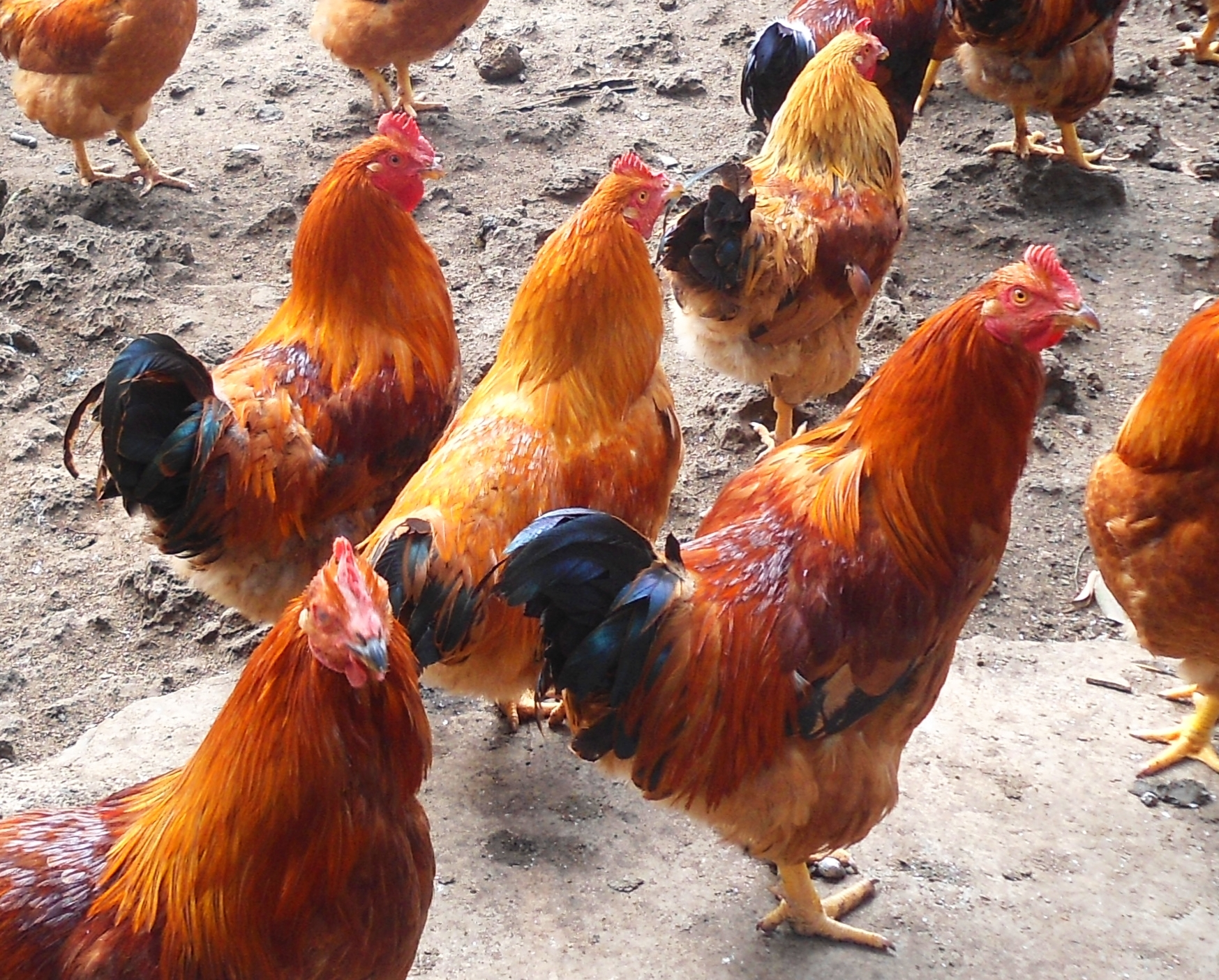
Galos capões

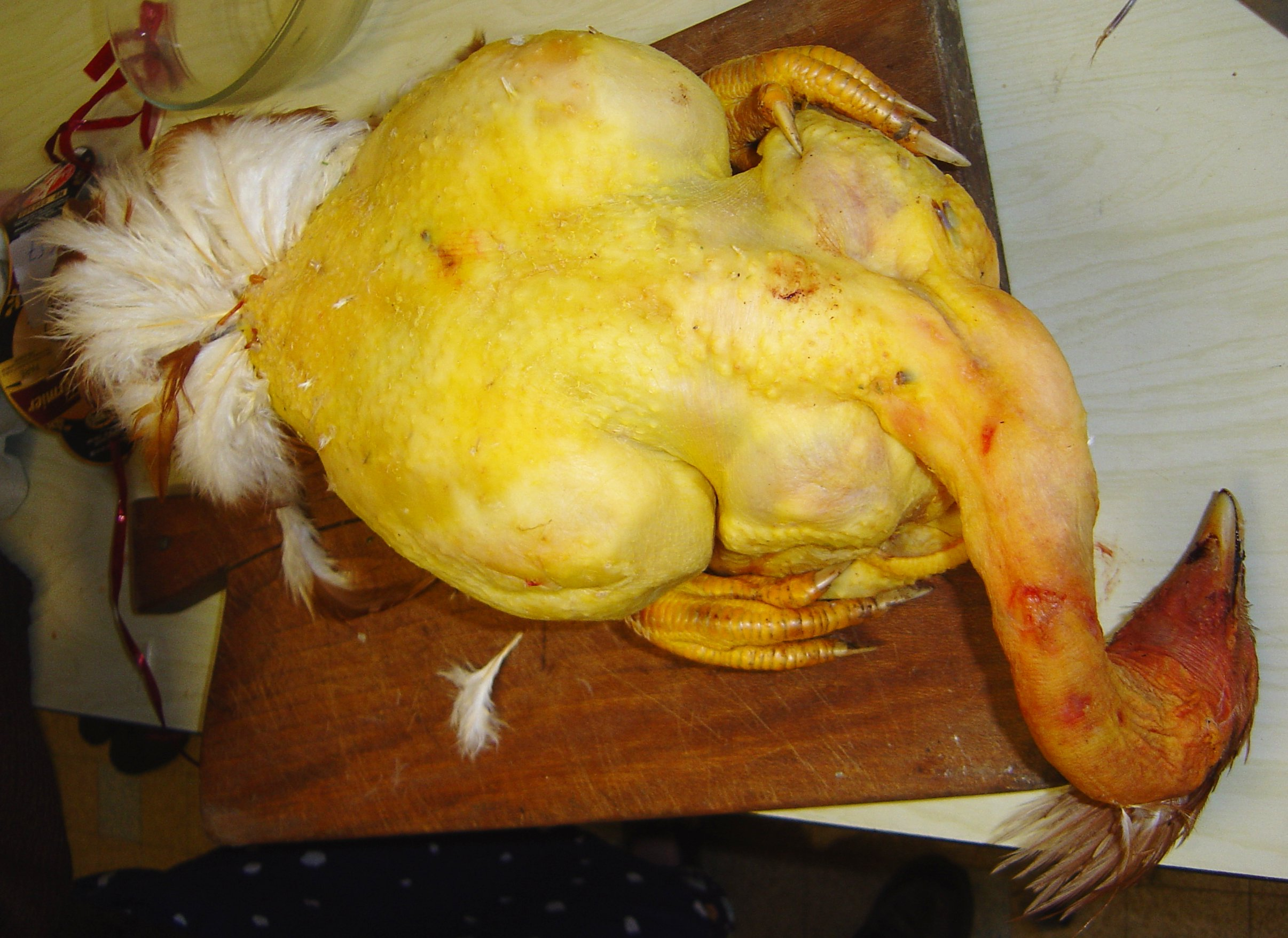
Um galo capão depenado

No contexto culinário, o galo capão (ou apenas capão) remete aos pratos feitos com galo que, devido ao fato de terem sido castrados, passaram a se alimentar compulsivamente e a engordar bastante, tornando-se assim pratos peculiares em relação àqueles feitos com frangos comuns .

## História
A origem da criação de galos capão é controversa, uma vez que tais práticas foram identificadas tanto no extremo oriente na China antiga, quanto na Europa durante o Império Romano e Grécia Antiga .
Uma das versões remonta à República Romana, como forma de burlar o banimento do cultivo de galos em Roma por um de seus cônsules, o qual supostamente teria se irritado com barulho que faziam durante a madrugada. Contudo, verificou-se que, para consolar a perda da função reprodutora, as aves castradas teriam começado a se alimentar compulsivamente e a engordar bastante, o que teria institucionalizado a prática .
Em outra versão, a castração teria sido utilizada para engorda de galos com o surgimento da lei romana Lex Faunia, que passou a restringir o consumo diário de aves .
A partir da Era Cristã o capão passou a ser um prato tradicional das festas de Natal pela Europa, apesar de estar caindo no esquecimento . No Brasil, o costume subsiste no interior do Nordeste  e na culinária caipira .
Contudo, em algumas regiões da Europa o prato continua a ser servido mesmo fora do Natal .
Em Portugal, na freguesia de Freamunde realiza-se a 13 de dezembro a feira anual do galo capão, desde que o rei Dom João V subiu ao trono em 1706. Na Itália, o evento ocorre na mesma época, nas regiões da Emília-Romanha, Toscana e Vêneto. Na Espanha, acontece a 19 de dezembro, na comarca de Lugo, região da Galiza.

## Produção e Castração
Em geral, estes animais são castrados para evitar a reprodução e/ou para engordá-los rapidamente. No interior do nordeste brasileiro diz-se ainda que a castração teria a utilidade de fazer os galos passarem a ajudar as galinhas a criar os pintinhos e fazê-las voltar a pôr ovos mais rápido .
A avulsão é o nome da técnica de castração dos capões, a qual consiste em realizar uma pequena incisão no assoalho pélvico do frango, pouco acima da cloaca, e retiram-se os testículos com o dedo.
O galo é castrado durante o segundo mês de vida (aos 60 ou 70 dias), quando estão com os esporões curtos, sendo então confinado por sete a oito meses. A ave engorda dentro de gaiolas, superalimentada com milho, gemas de ovos, castanhas cozidas  e, ocasionalmente, vinho , resultando no aumento da gordura, que torna a carne mais macia e saborosa.

## Crítica
Existem opiniões de especialistas no sentido de que os resultados obtidos com a castração não diferem daqueles que seriam obtidos com confinamento e alimentação adequada (método que também não sujeitaria o galo ao risco de infecções decorrentes da castração) .